# البنك الوطني الرواندي
البنك الوطني الرواندي هو البنك المركزي في رواندا. تأسس البنك في عام 1964م. الحاكم الحالي للبنك هو جون روانجومبوا.

## الموقع
يقام المركز الرئيسي للبنك في مبنى بنك رواندا الوطني، على جادة كيه إن 6 في حي الأعمال المركزي في كيغالي العاصمة وأكبر مدينة في رواندا.

## نظرة عامة
ينشط البنك في تعزيز سياسة الإدماج المالي وهو عضو قيادي في التحالف من أجل الشمول المالي. كما أنه واحدة من المؤسسات التنظيمية الـ 17 الأصلية التي تقدم التزامات وطنية محددة للشمول المالي بموجب إعلان المايا خلال منتدى السياسة العالمية لعام 2011 الذي عقد في المكسيك.

## التاريخ
مراحل تطور البنك المركزي يشمل الآتي:
- ينص المرسوم الملكي الصادر في 27 يوليو 1887 على أن يكون الفرنك هو حساب الحساب الخاص بدولة الكونجو المستقلة، وهي جمهورية الكونغو الحرة، ورواندا أيضًا.
- يضع اتفاق هيليغولاند لعام 1890 رواندا وبوروندي ضمن دائرة النفوذ الألمانية في إفريقيا. الروبية الألمانية شرق أفريقيا هي العملة الرسمية، وتداول الفرنك الفرنسي كان لا يزال مستمرا.
- نتيجة لتصرفات بلجيكا، يصبح الكونغو البلجيكي عضوا في الاتحاد النقدي اللاتيني في عام 1908.
- أنشئ بنك الكونغو البلجيكي في عام 1909.
- أصدر بنك الكونغو البلجيكي أول أوراقه البنكية في عام 1912.
- رواندا وبوروندي ملحقتان بمنطقة الكونغو الكونغو عقب هزيمة ألمانيا في الحرب العالمية الأولى عام 1927.
- نشأت علاقة جديدة بين مستعمرة الكونغو البلجيكية وبنك الكونغو البلجيكي في الفترة بين عام 1927 وعام 1952.
- افتتاح مصرف بنك جمهورية بوروندي في عام 1966.